# Liga de Campeones de Élite de la AFC
La Liga de Campeones de Élite de la AFC (en inglés: AFC Champions League Elite), anteriormente conocida como Liga de Campeones de la AFC y también como Campeonato de Clubes de Asia, es el torneo internacional oficial de fútbol más prestigioso a nivel de clubes entre las competiciones organizadas por la Confederación Asiática de Fútbol (AFC). Disputada anualmente de mayo a noviembre, pudiendo variar en el calendario, la competición fue creada en la temporada 1967 bajo la denominación de Campeonato de Clubes Campeones de Asia (en inglés: Asian Champion Club Tournament), con un formato de eliminación directa. Tras su reestructuración en la temporada 2002-03, el torneo es disputado por los mejores 46 clubes de las ligas de Asia, con la excepción de los equipos israelíes que fueron expulsados en 1974 debido a las presiones de los países musulmanes e integrados en la UEFA.
El campeón representa a la confederación en la Copa Intercontinental de la FIFA a finales de año, y clasifica para la Copa Mundial de Clubes de la FIFA a disputarse cuatrienalmente. Desde la temporada 2009, el campeón defensor ya no recibe un puesto automático en la siguiente edición de la Liga de Campeones, obligándolo a clasificarse a través de su respectiva liga nacional. El Al-Hilal Saudí es actualmente el club más exitoso en la historia de la competición, después de haber ganado su cuarto título en 2021, mientras que el vigente campeón es Al-Ahli Saudí, quien venció al Kawasaki Frontale, en la final de la edición 2025 por 2 - 0. La K-League coreana cuenta con doce títulos y es la competición de la liga de mayor éxito seguido por la J1 League japonesa, que ha obtenido ocho títulos.

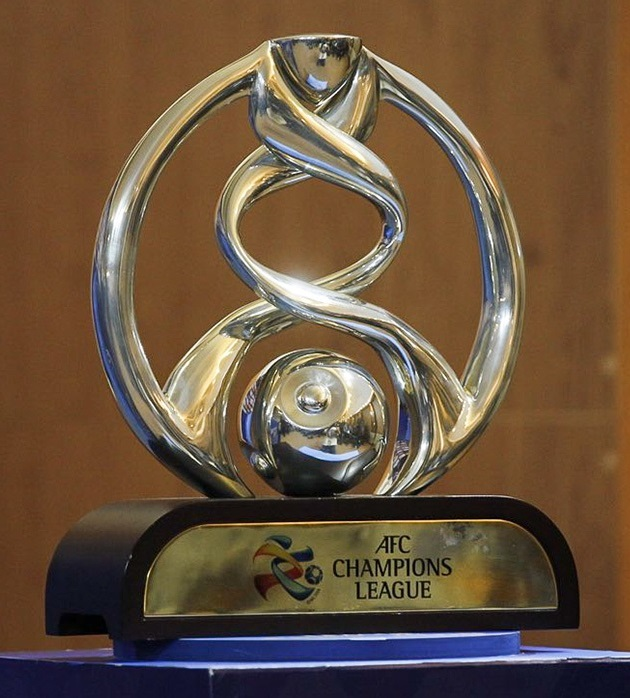
Trofeo de la Liga de Campeones de la AFC.

## Historia

### Fundación del Campeonato Asiático de Clubes (1967–2002)
La Confederación Asiática de Fútbol (AFC) debatió por primera vez el lanzamiento de un torneo para los campeones de las naciones de la AFC en una reunión celebrada el 21 de abril de 1963, en la que su Secretario Lee Wai Tong anunció la intención de la AFC de celebrar una competición similar a la Copa de Europa. La competición comenzó en 1967 como el Campeonato Asiático de Clubes, pero tuvo una variedad de formatos diferentes con el torneo inaugural escenificado como un formato directo de eliminatorias directas. Las tres ediciones siguientes consistieron en una fase de grupos.
Los clubes más exitosos de esta época fueron el Maccabi Tel Aviv y el Hapoel Tel Aviv de Israel, y el Taj de Irán. Aunque los clubes israelíes dominaron las cuatro primeras ediciones de la competición, esto se debió en parte a la negativa de los clubes árabes a jugar contra ellos: en 1970, el Homenetmen libanés se negó a jugar contra el Hapoel en semifinales, por lo que fue eliminado y el Hapoel pasó a la final. En 1971, el Aliyat Al-Shorta iraquí se negó a jugar contra el Maccabi en tres ocasiones: en la ronda preliminar (que se volvió a sortear), en la fase de grupos y en la final, que se anuló y el Maccabi se proclamó campeón. Durante la ceremonia de entrega de premios al Maccabi, los jugadores del Al-Shorta ondearon la bandera palestina por el campo, y la AFC y la Asociación de Fútbol de Tailandia organizaron un partido entre el Maccabi y un combinado de Bangkok en lugar de la final. Los medios de comunicación iraquíes consideraron al Al-Shorta ganador del torneo, y el equipo celebró una rúa en autobús por las calles de Bagdad.
Después de que la edición de 1972 tuviera que ser cancelada por la AFC por diversos motivos, entre ellos la exclusión de dos clubes árabes por negarse a comprometerse a jugar contra el Maccabi Netanya israelí, el torneo no se celebró durante catorce años debido a la falta de profesionalismo e interés. Israel sería expulsado de la AFC en 1974.
En la temporada 1985-86, la competencia marcó el regreso del primer torneo de clubes, ya sin los equipos israelíes —que ingresarían como miembro UEFA en 1994— expulsados por presiones políticas; el formato volvería a cambiar en varias ocasiones, entre las que se produjeron algunos retiros. En 1990, la AFC presentó la Recopa de la AFC, con la temporada de 1995 viendo la presentación de la Supercopa Asiática.

### Creación de la Liga de Campeones (2002-presente)

#### Primeros años y problemas
En la temporada 2002-03, el Asian Club Championship, la Recopa de la AFC y la Supercopa se combinan para convertirse en la Liga de Campeones de la AFC. Los ganadores de la Liga y la Copa calificarían para los playoffs clasificatorios con los mejores ocho clubes del este y el oeste de Asia que pasarán a la fase de grupos. Los primeros ganadores bajo el nombre de la Liga de Campeones de la AFC fue el Al Ain derrotando al BEC Tero 2-1 en el global. La competencia se pospondrá por un año debido al virus del SARS.

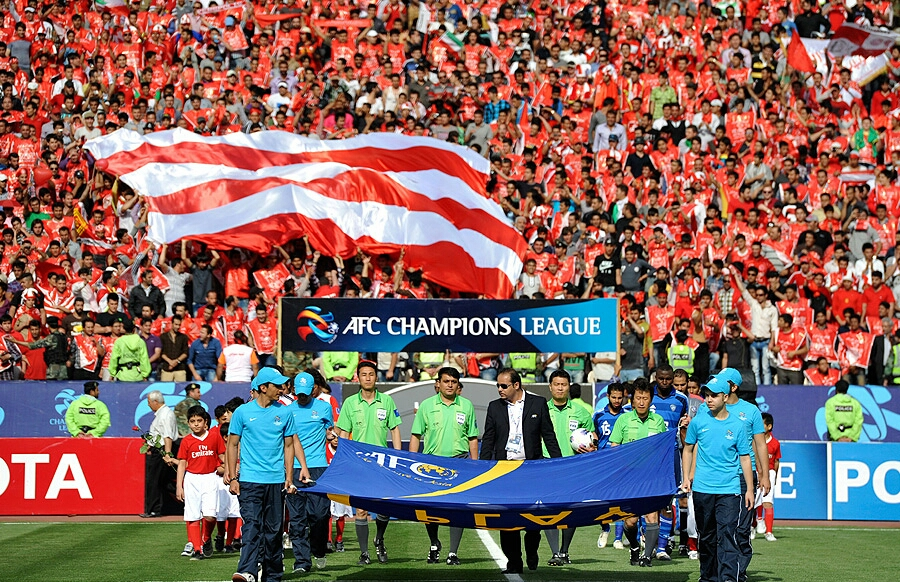
Partido entre el Persepolis y Al-Hilal en el estadio Azadi correspondiente a la Liga de Campeones de la AFC 2012.

El torneo fue relanzado en 2004 con 29 clubes de catorce países. A diferencia del año anterior, el calendario del torneo se cambió a marzo a noviembre. En la fase de grupos, los 28 clubes se dividieron en siete grupos de cuatro a nivel regional, separando a los clubes de Asia oriental y de Asia occidental para reducir los gastos de viaje, y jugaron doble ronda en casa y fuera de casa. Luego, los siete ganadores del grupo junto con los campeones defensores se clasificaron para los cuartos de final. Los cuartos de final, semifinales y finales se jugaron como un formato de dos piernas, con goles de visitante, tiempo extra y penalizaciones utilizados como desempates.
En la temporada 2005 se unieron por primera vez clubes sirios al torneo, aumentando así el número de países participantes a 15, y dos años más tarde, después de su transferencia a la AFC en 2006, los clubes australianos también se incluyeron en el torneo. Debido a la falta de profesionalismo en el fútbol asiático, todavía existen muchos problemas en el torneo, como la violencia en el campo y la presentación tardía del registro de jugadores. Muchos culparon a la falta de dinero en premios y los costosos viajes como algunas de las razones.
Hasta 2005 el dominio de los clubes árabes era total, con los títulos de Al Ain y Al-Ittihad. Sin embargo, los clubes de Asia oriental aparecieron de forma repentina ganando las ediciones de 2006, 2007 y 2008 con el Jeonbuk Hyundai Motors, Urawa Red Diamonds y Gamba Osaka, respectivamente.

#### Últimas modificaciones y mejoras

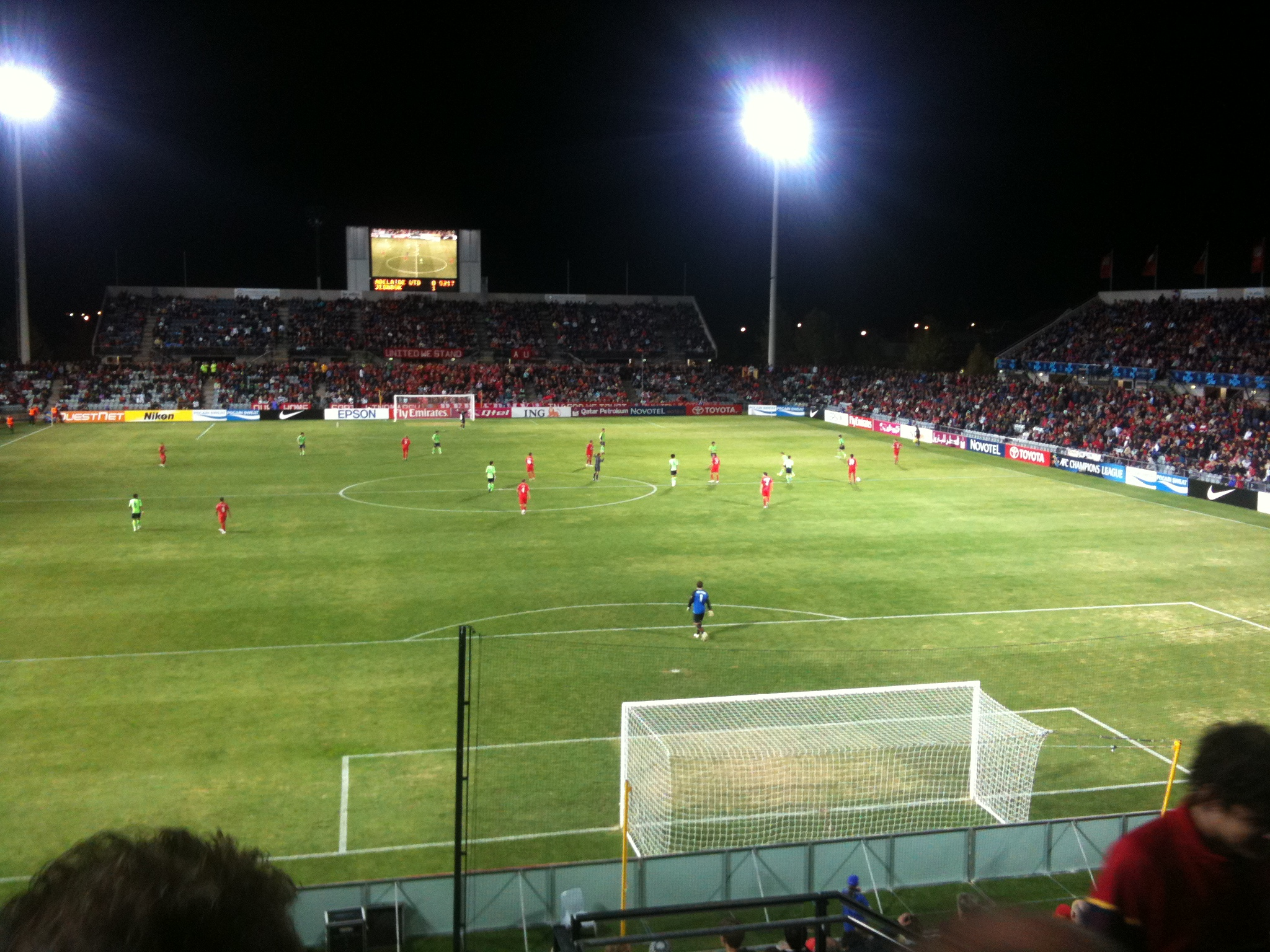
Partido entre el Adelaide United y Jeonbuk Hyundai Motors correspondiente a la Liga de Campeones de la AFC 2010.

La Liga de Campeones se expandió a 32 clubes en 2009 con entrada directa a las diez ligas más importantes de Asia, año en que Pohang Steelers derrotó en la final a partido único por 2–1 a Al-Ittihad. Cada país recibió hasta cuatro participantes, aunque no más de un tercio del número de equipos en la división superior de ese país, redondeados hacia abajo, dependiendo de la fortaleza de su liga, estructura de la liga (profesionalismo), comerciabilidad, estado financiero y otros criterios establecidos por el comité AFC Pro-League. Los criterios de evaluación y clasificación de las asociaciones participantes serían revisados por la AFC cada dos años, y los más recientes se aprobarán para las temporadas 2011-2012. El dominio de los clubes de Asia oriental continuó incontestablemente con los títulos de Seongnam Ilhwa Chunma (2010) y Ulsan Hyundai (2012), sólo salvado por el triunfo de Al-Sadd en 2011.
El dinero del premio se vio incrementado significativamente desde la temporada 2009 y los clubes pueden ganar algo de dinero en premios, incluso en la fase de grupos, dependiendo de su desempeño. La fase de grupos se llevó a cabo de la misma manera que los cuatro torneos anteriores; esta vez, sin embargo, ahora ocho ganadores de grupo y ocho finalistas se clasifican para la ronda de 16, en la que los ganadores de grupo reciben a los finalistas en un formato de partido único, igualado regionalmente.
La restricción regional se eliminó de las etapas posteriores, aunque desde 2010 los clubes de temporada del mismo país no pueden enfrentarse en los cuartos de final a menos que ese país tenga tres o más representantes en los cuartos de final. Los cuartos de final y las semifinales se juegan en series de dos piernas, con un gol de visitante, tiempo extra y penalizaciones utilizadas como desempates. La final se juega como una partida única en un lugar neutral predeterminado.
En 2013, la Confederación Asiática de Fútbol hizo una propuesta para revertir la final de regreso a una sola etapa y permitir que las mejores veintitrés asociaciones miembro que cumplan con los Criterios de ACL compitan. La decisión final sobre las propuestas se tomó en noviembre de 2013. El 26 de noviembre de 2013, el comité ejecutivo decidió mantener las últimas dos etapas después del éxito de la final de la Liga de Campeones de la AFC 2013 y expandir la competencia a diecinueve asociaciones miembro. Esa temporada supuso el primer triunfo de un club chino bajo el nuevo formato, con el título del Guangzhou Evergrande, que derrotó al FC Seúl, que sumaría su segundo título en 2015. Por su parte, el Western Sydney Wanderers se convirtió en el primer club australiano en proclamarse campeón continental asiático en 2014.

## Formato

### Clasificación
A partir de la edición de 2009 del torneo, la Liga de Campeones de la AFC ha comenzado con una fase de grupos de doble ronda de 32 equipos, que está precedida por partidos clasificatorios para equipos que no reciben entrada directa a la competencia propiamente dicha. Los equipos también se dividen en zonas del este y oeste para avanzar por separado en el torneo.

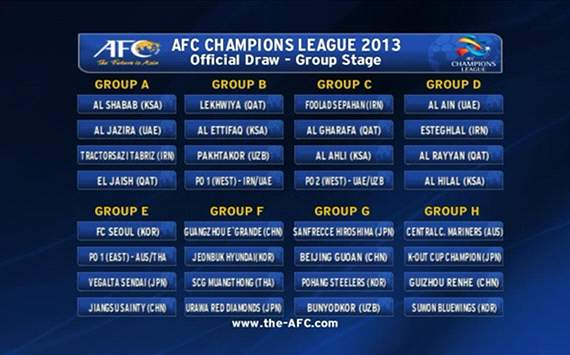
Imagen de un sorteo de la fase de grupos de la Liga de Campeones de la AFC 2013.

El número de equipos que cada asociación ingresa en la Liga de Campeones de la AFC se determina anualmente a través de los criterios establecidos por el Comité de Competición de la AFC. El criterio, que es una versión modificada del coeficiente de la UEFA, mide lo comercial y los estadios para determinar el número específico de plazas que recibe cada federación nacional. Cuanto más alta sea la clasificación de una federación según lo determinen los criterios, más equipos representarán a la federación en la Liga de Campeones, y menos rondas de calificación deberán competir los equipos de la asociación.

### Torneo
El torneo propiamente dicho comienza con una etapa grupal de 32 equipos, divididos en ocho grupos. El emparejamiento se hace mientras se hace el sorteo para esta etapa, mientras que los equipos del mismo país no pueden coincidir en el mismo grupo. Cada equipo juega con los demás de su grupo en un formato de ida y vuelta. El equipo ganador y los finalistas de cada grupo pasan a la siguiente ronda.
Para esta etapa, el equipo ganador de un grupo juega contra los subcampeones de otro grupo, y los equipos de la misma asociación no pueden enfrentarse entre sí. Desde los cuartos de final en adelante, el sorteo es completamente aleatorio, sin protección de asociación. El torneo usa la regla del valor doble de los goles anotados como visitante en caso de empate: si el total de los dos partidos está empatado después de 180 minutos, entonces el equipo que anotó más goles en el estadio de su oponente avanza. Si aún están atados, los equipos juegan un tiempo extra, donde ya no se aplica la regla de los goles de visitante. Si aún está empatado después del tiempo extra, el empate se decidirá por una tanda de penales.
La fase de grupos y la ronda de 16 partidos se juegan durante la primera mitad del año (febrero-mayo), mientras que la etapa eliminatoria posterior se juega durante la segunda mitad del año (agosto-noviembre). Los partidos eliminatorios se juegan en un formato de dos vueltas, con la excepción de la final. A partir de 2014, las zonas este y oeste se mantendrán aparte hasta la final sin aplicación de ninguna regla de protección del país, por lo que se eliminó cualquier posibilidad de una final de un mismo país.

### Participantes
Los equipos de solo 18 países de la AFC han alcanzado la fase de grupos de la Liga de Campeones de la AFC. La asignación de equipos por los países miembros se enumera a continuación; los asteriscos representan ocasiones en las que al menos un equipo fue eliminado en la clasificación para la fase de grupos. 32 países de la AFC han tenido equipos que participan en la clasificación, los países que nunca han tenido equipos que alcancen la fase de grupos no se muestran.
| Federaciones           | Participantes | Participantes | Participantes | Participantes | Participantes | Participantes | Participantes | Participantes | Participantes | Participantes | Participantes | Participantes | Participantes | Participantes | Participantes | Participantes | Participantes | Participantes | Participantes |
| Federaciones           | 2002–03       | 2004          | 2005          | 2006          | 2007          | 2008          | 2009          | 2010          | 2011          | 2012          | 2013          | 2014          | 2015          | 2016          | 2017          | 2018          | 2019          | 2020          | 2021          |
| Asia Oriental          | Asia Oriental | Asia Oriental | Asia Oriental | Asia Oriental | Asia Oriental | Asia Oriental | Asia Oriental | Asia Oriental | Asia Oriental | Asia Oriental | Asia Oriental | Asia Oriental | Asia Oriental | Asia Oriental | Asia Oriental | Asia Oriental | Asia Oriental | Asia Oriental | Asia Oriental |
| ---------------------- | ------------- | ------------- | ------------- | ------------- | ------------- | ------------- | ------------- | ------------- | ------------- | ------------- | ------------- | ------------- | ------------- | ------------- | ------------- | ------------- | ------------- | ------------- | ------------- |
| Australia              | –             | –             | –             | –             | 2             | 2             | 2             | 2             | 2             | 3             | 1*            | 3             | 2*            | 2*            | 3             | 2*            | 2*            | 3             | 1+2           |
| China                  | 2             | 2             | 2             | 2             | 2             | 2             | 4             | 4             | 4             | 3             | 4             | 4             | 4             | 4             | 3*            | 4             | 4             | 4             | 3+1           |
| Hong Kong              | 0*            | 0             | 0             | 0             | 0             | 0             | 0             | 0             | 0             | 0             | 0             | 0*            | 0*            | 0*            | 1*            | 1*            | 0*            | 0*            | 1             |
| Indonesia              | 0*            | 2             | 2             | 0             | 2             | 0             | 1*            | 1*            | 1*            | 0*            | 0             | 0             | 0*            | 0             | 0             | 0*            | 0*            | 0*            | 0             |
| Japón                  | 2             | 2             | 2             | 2             | 2             | 3             | 4             | 4             | 4             | 4             | 4             | 4             | 4             | 4             | 4             | 4             | 4             | 3*            | 3+1           |
| Corea del Sur          | 2             | 2             | 2             | 2             | 3             | 2             | 4             | 4             | 4             | 4             | 4             | 4             | 4             | 4             | 4             | 4             | 4             | 4             | 2+2           |
| Malasia                | 0             | 0             | 0             | 0             | 0             | 0             | 0             | 0             | 0             | 0             | 0             | 0             | 0*            | 0*            | 0*            | 0*            | 1*            | 1*            | 1             |
| Filipinas              | 0             | 0             | 0             | 0             | 0             | 0             | 0             | 0             | 0             | 0             | 0             | 0             | 0             | 0             | 0*            | 0*            | 0*            | 0*            | 1+1           |
| Singapur               | 0*            | 0             | 0             | 0             | 0             | 0             | 1             | 1             | 0             | 0             | 0             | 0*            | 0*            | 0*            | 0*            | 0*            | 0*            | 0*            | 1             |
| Tailandia              | 2             | 2             | 2             | 0             | 1             | 2             | 0*            | 0*            | 0*            | 1*            | 2             | 1*            | 1*            | 1*            | 1*            | 1*            | 1*            | 1*            | 2+2           |
| Vietnam                | 0*            | 2             | 2             | 2             | 1             | 2             | 0             | 0*            | 0             | 0             | 0             | 0*            | 1*            | 1*            | 0*            | 0*            | 0*            | 0*            | 1             |
| Total                  | 8             | 12            | 12            | 8             | 13            | 13            | 16            | 16            | 15            | 15            | 15            | 16            | 16            | 16            | 16            | 16            | 16            | 16            | 20            |
| Asia Occidental        |               |               |               |               |               |               |               |               |               |               |               |               |               |               |               |               |               |               |               |
| Baréin                 | 0*            | 2             | 0             | 0             | 0             | 0             | 0             | 0             | 0             | 0             | 0             | 0*            | 0*            | 0             | 0             | 0*            | 0             |               |               |
| Irán                   | 2             | 2             | 2             | 2             | 1             | 2             | 4             | 4             | 4             | 3*            | 3*            | 4             | 4             | 3*            | 4             | 4             |               |               |               |
| Irak                   | 1*            | 2             | 2             | 2             | 2             | 2             | 0             | 0             | 0             | 0             | 0             | 0*            | 0             | 0             | 0             | 0             |               |               |               |
| Kuwait                 | 0*            | 2             | 2             | 2             | 2             | 2             | 0             | 0             | 0             | 0             | 0             | 0*            | 0*            | 0             | 0             | 0             |               |               |               |
| Qatar                  | 1*            | 2             | 2             | 2             | 2             | 2             | 2             | 2             | 3             | 4             | 4             | 4             | 2*            | 2*            | 2*            | 4             |               |               |               |
| Arabia Saudita         | 1*            | 2             | 3             | 3             | 2             | 2             | 4             | 4             | 4             | 3*            | 4             | 4             | 4             | 4             | 4             | 2             |               |               |               |
| Siria                  | 0*            | 0             | 2             | 2             | 2             | 2             | 0             | 0*            | 0*            | 0             | 0             | 0             | 0             | 0             | 0             | 0             | 0             |               |               |
| Turkmenistán           | 1*            | 0             | 0             | 0             | 0             | 0             | 0             | 0             | 0             | 0             | 0             | 0             | 0             | 0             | 0             | 0             | 0             |               |               |
| Emiratos Árabes Unidos | 1*            | 3             | 2             | 2             | 2             | 2             | 4             | 4             | 4             | 4             | 4             | 3*            | 2*            | 3*            | 4             | 4             |               |               |               |
| Uzbekistán             | 1*            | 2             | 2             | 2             | 2             | 2             | 2             | 2             | 2             | 3*            | 2*            | 1*            | 4             | 4             | 2*            | 2*            |               |               |               |
| Total                  | 8             | 17            | 17            | 17            | 15            | 16            | 16            | 16            | 17            | 17            | 17            | 16            | 16            | 16            | 16            | 16            | 16            | 16            | 20            |
| Total                  |               |               |               |               |               |               |               |               |               |               |               |               |               |               |               |               |               |               |               |
| Finales                | 16            | 29            | 29            | 25            | 28            | 29            | 32            | 32            | 32            | 32            | 32            | 32            | 32            | 32            | 32            | 32            | 32            | 32            | 40            |
| Clasificados           | 53            | 29            | 29            | 25            | 28            | 29            | 35            | 37            | 36            | 37            | 35            | 47            | 49            | 45            | 47            | 46            | 51            |               |               |

## Historial
Para un mejor detalle de las finales véase Finalistas de la Liga de Campeones de la AFC

Nombres y banderas según la época.
| Campeonato de Clubes Campeones de Asia | Campeonato de Clubes Campeones de Asia | Campeonato de Clubes Campeones de Asia | Campeonato de Clubes Campeones de Asia | Campeonato de Clubes Campeones de Asia                                |
| Temp.                                  | Campeón                                | Resultado                              | Subcampeón                             | Notas                                                                 |
| -------------------------------------- | -------------------------------------- | -------------------------------------- | -------------------------------------- | --------------------------------------------------------------------- |
| 1967                                   | Hapoel Tel Aviv F. C.                  | 2 - 1                                  | P. B. Selangor                         |                                                                       |
| 1969                                   | Maccabi Tel Aviv F. C.                 | 1 - 0                                  | Yangzee F. C.                          |                                                                       |
| 1970                                   | Esteghlal FC                           | 2 - 1                                  | Hapoel Tel Aviv F. C.                  |                                                                       |
| 1971                                   | Maccabi Tel Aviv F. C.                 | (w/o)                                  | Al-Shorta                              |                                                                       |
| Campeonato de Clubes de Asia           |                                        |                                        |                                        |                                                                       |
| 1985-86                                | Daewoo Royals                          | 3 - 1 (pró.)                           | Al-Ahli Saudi F. C.                    | Primera final decidida en la prórroga                                 |
| 1986-87                                | Furukawa Electric                      | Sistema de liga                        | Al-Hilal F. C.                         |                                                                       |
| 1987-88                                | Yomiuri Verdy                          | (w/o)                                  | Al-Hilal F. C.                         |                                                                       |
| 1988-89                                | Al-Sadd S. C.                          | 3 - 2, 0 - 1 (v.)                      | Al Rasheed S. C.                       | Primera final resuelta por regla del gol visitante                    |
| 1989-90                                | Liaoning F. C.                         | 1 - 1, 2 - 1                           | Nissan Motors F. C.                    |                                                                       |
| 1990-91                                | Esteghlal F. C.                        | 2 - 1                                  | Liaoning F. C.                         |                                                                       |
| 1991-92                                | Al-Hilal F. C.                         | 1 - 1 (4-3 pen.)                       | Esteghlal F. C.                        | Primera final decidida por lanzamientos de penalti                    |
| 1992-93                                | PAS F. C.                              | 1 - 0                                  | Al-Shabab                              |                                                                       |
| 1993-94                                | Thai Farmers Bank F. C.                | 2 - 1                                  | Oman Club                              |                                                                       |
| 1994-95                                | Thai Farmers Bank F. C.                | 1 - 0                                  | Al-Arabi S. C.                         | Primera defensa del título                                            |
| 1995-96                                | Ilhwa Chunma                           | 1 - 0 (pró.)                           | Al-Nassr                               |                                                                       |
| 1996-97                                | F. C. Pohang Steelers                  | 2 - 1 (pró.)                           | Ilhwa Chunma                           | Primera final entre equipos del mismo país                            |
| 1997-98                                | F. C. Pohang Steelers                  | 0 - 0, (6-5 pen.)                      | Dalian Wanda                           |                                                                       |
| 1998-99                                | Júbilo Iwata                           | 2 - 1                                  | Esteghlal F. C.                        |                                                                       |
| 1999-00                                | Al-Hilal F. C.                         | 3 - 2 (pró.)                           | Júbilo Iwata                           |                                                                       |
| 2000-01                                | Suwon Samsung Bluewings F. C.          | 1 - 0                                  | Júbilo Iwata                           |                                                                       |
| 2001-02                                | Suwon Samsung Bluewings F. C.          | 0 - 0, (4-2 pen.)                      | LG Cheetahs                            | Segunda final entre equipos del mismo país                            |
| Liga de Campeones de la AFC            |                                        |                                        |                                        |                                                                       |
| 2002-03                                | Al-Ain F. C.                           | 2 - 0, 0 - 1                           | BEC Tero Sasana F. C.                  | Reestructuración de la competición                                    |
| 2004                                   | Al-Ittihad C. S. A.                    | 1 - 3, 5 - 0                           | Ilhwa Chunma                           |                                                                       |
| 2005                                   | Al-Ittihad C. S. A.                    | 1 - 1, 4 - 2                           | Al-Ain F. C.                           |                                                                       |
| 2006                                   | Jeonbuk Hyundai Motors F. C.           | 2 - 0, 1 - 2                           | Al Karamah F. C.                       |                                                                       |
| 2007                                   | Urawa Red Diamonds                     | 1 - 1, 2 - 0                           | Sepahan Isfahan F. C.                  |                                                                       |
| 2008                                   | Gamba Osaka                            | 3 - 0, 2 - 0                           | Adelaide United F. C.                  |                                                                       |
| 2009                                   | F. C. Pohang Steelers                  | 2 - 1                                  | Al-Ittihad C. S. A.                    | Instauración de final a partido único                                 |
| 2010                                   | Ilhwa Chunma                           | 3 - 1                                  | Zob Ahan F. C.                         |                                                                       |
| 2011                                   | Al-Sadd S. C.                          | 2 - 2 (4-2 pen.)                       | Jeonbuk Hyundai Motors F. C.           |                                                                       |
| 2012                                   | Ulsan Hyundai F. C.                    | 3 - 0                                  | Al-Ahli Saudi F. C.                    |                                                                       |
| 2013                                   | Guangzhou Evergrande F. C.             | 2 - 2, 1 - 1 (v.)                      | F. C. Seoul                            | Restablecimiento de final a doble partido                             |
| 2014                                   | Western Sydney Wanderers F. C.         | 1 - 0, 0 - 0                           | Al-Hilal F. C.                         |                                                                       |
| 2015                                   | Guangzhou Evergrande F. C.             | 0 - 0, 1 - 0                           | Shabab Al-Ahli F. C.                   |                                                                       |
| 2016                                   | Jeonbuk Hyundai Motors F. C.           | 2 - 1, 1 - 1                           | Al-Ain F. C.                           |                                                                       |
| 2017                                   | Urawa Red Diamonds                     | 1 - 1, 1 - 0                           | Al-Hilal F. C.                         |                                                                       |
| 2018                                   | Kashima Antlers F. C.                  | 2 - 0, 0 - 0                           | Persépolis F. C.                       |                                                                       |
| 2019                                   | Al-Hilal F. C.                         | 1 - 0, 2 - 0                           | Urawa Red Diamonds                     |                                                                       |
| 2020                                   | Ulsan Hyundai F. C.                    | 2 - 1                                  | Persépolis F. C.                       |                                                                       |
| 2021                                   | Al-Hilal F. C.                         | 2 - 0                                  | F. C. Pohang Steelers                  |                                                                       |
| 2022                                   | Urawa Red Diamonds                     | 1 - 1, 1 - 0                           | Al-Hilal F. C.                         | Restablecimiento de final a doble partido                             |
| 2023-24                                | Al-Ain F. C.                           | 1 - 2, 5 - 1                           | Yokohama F. Marinos                    |                                                                       |
| Liga de Campeones de Élite de la AFC   |                                        |                                        |                                        |                                                                       |
| 2024-25                                | Al-Ahli Saudi F. C.                    | 2 - 0                                  | Kawasaki Frontale                      | Se elimina la fase de grupos y la fase final jugada en una sola sede. |

## Palmarés
Únicamente 25 clubes entre los 536 participantes históricos en la competición han conseguido proclamarse vencedores, mientras que 19 más para un total de 44 completan la lista de clubes con presencia en alguna final. Entre ellos, los clubes surcoreanos dominan con diecinueve ocasiones, además son los que han logrado más títulos con doce. Corea del Sur y Japón son quienes más clubes campeones distintos aportan con seis.
| Equipo                         | Títulos | Subtítulos | Años campeonatos       | Años subcampeonatos          |
| ------------------------------ | ------- | ---------- | ---------------------- | ---------------------------- |
| Al-Hilal F. C.                 | 4       | 5          | 1992, 2000, 2019, 2021 | 1987, 1988, 2014, 2017, 2022 |
| Urawa Red Diamonds             | 3       | 1          | 2007, 2017, 2022       | 2019                         |
| F. C. Pohang Steelers          | 3       | 1          | 1997, 1998, 2009       | 2021                         |
| Esteghlal F. C.                | 2       | 2          | 1970, 1991             | 1992, 1999                   |
| Seongnam F. C.                 | 2       | 2          | 1996, 2010             | 1997, 2004                   |
| Al-Ain F. C.                   | 2       | 2          | 2003, 2024             | 2005, 2016                   |
| Al-Ittihad C. S. A.            | 2       | 1          | 2004, 2005             | 2009                         |
| Jeonbuk Hyundai Motors F. C.   | 2       | 1          | 2006, 2016             | 2011                         |
| Maccabi Tel Aviv F. C.         | 2       | -          | 1969, 1971             |                              |
| Thai Farmers Bank F. C.        | 2       | -          | 1994, 1995             |                              |
| Suwon Samsung Bluewings F. C.  | 2       | -          | 2001, 2002             |                              |
| Al-Sadd S. C.                  | 2       | -          | 1989, 2011             |                              |
| Guangzhou F. C.                | 2       | -          | 2013, 2015             |                              |
| Ulsan Hyundai F. C.            | 2       | -          | 2012, 2020             |                              |
| Júbilo Iwata                   | 1       | 2          | 1999                   | 2000, 2001                   |
| Al-Ahli Saudi F. C.            | 1       | 2          | 2025                   | 1986, 2012                   |
| Hapoel Tel Aviv F. C.          | 1       | 1          | 1967                   | 1970                         |
| Liaoning F. C.                 | 1       | 1          | 1990                   | 1991                         |
| Busan IPark F. C.              | 1       | -          | 1986                   |                              |
| J. E. F. U. Ichihara Chiba     | 1       | -          | 1987                   |                              |
| Tokyo Verdy                    | 1       | -          | 1988                   |                              |
| PAS F. C.                      | 1       | -          | 1993                   |                              |
| Gamba Osaka                    | 1       | -          | 2008                   |                              |
| Western Sydney Wanderers F. C. | 1       | -          | 2014                   |                              |
| Kashima Antlers F. C.          | 1       | -          | 2018                   |                              |
| F. C. Seoul                    | -       | 2          |                        | 2002, 2013                   |
| Persépolis F. C.               | -       | 2          |                        | 2018, 2020                   |
| Yokohama Marinos               | -       | 2          |                        | 1990, 2024                   |
| P. B. Selangor                 | -       | 1          |                        | 1967                         |
| Yangzee F. C.                  | -       | 1          |                        | 1969                         |
| Al-Shorta S. C.                | -       | 1          |                        | 1971                         |
| Al-Karkh S. C.                 | -       | 1          |                        | 1989                         |
| Al-Shabab F. C.                | -       | 1          |                        | 1993                         |
| Oman Club                      | -       | 1          |                        | 1994                         |
| Al-Arabi S. C.                 | -       | 1          |                        | 1995                         |
| Al-Nassr F. C.                 | -       | 1          |                        | 1996                         |
| Dalian Shide                   | -       | 1          |                        | 1998                         |
| BEC Tero Sasana F. C.          | -       | 1          |                        | 2003                         |
| Al Karamah F. C.               | -       | 1          |                        | 2006                         |
| Foolad Mobarekeh Sepahan F. C. | -       | 1          |                        | 2007                         |
| Adelaide United F. C.          | -       | 1          |                        | 2008                         |
| Zob Ahan F. C.                 | -       | 1          |                        | 2010                         |
| Shabab Al-Ahli F. C.           | -       | 1          |                        | 2015                         |
| Kawasaki Frontale              | -       | 1          |                        | 2025                         |

### Títulos por país
| País           | Títulos | Subtítulos | Clubes campeones |
| -------------- | ------- | ---------- | --- |
| Corea del Sur  | 12      | 7          | F. C. Pohang Steelers (3), Seongnam F. C. (2), Jeonbuk Hyundai Motors F. C. (2), Suwon Samsung Bluewings F. C. (2), Ulsan Hyundai F. C. (2), Busan IPark F. C. (1) |
| Japón          | 8       | 6          | Urawa Red Diamonds (3), Jubiro Iwata (1), J. E. F. U. Ichihara Chiba (1), Tokyo Verdy (1), Gamba Osaka (1), Kashima Antlers (1)                                    |
| Arabia Saudita | 7       | 10         | Al-Hilal Saudi F. C. (4), Al-Ittihad C. S. A. (2), Al-Ahli Saudi F. C. (1)                                                                                         |
| Irán           | 3       | 6          | Esteghlal F. C. (2), PAS F. C. (1) |
| China          | 3       | 2          | Guangzhou Evergrande F. C. (2), Liaoning Whowin F. C. (1) |
| Israel         | 3       | 1          | Maccabi Tel Aviv F. C. (2), Hapoel Tel Aviv F. C. (1) |
| EAU            | 2       | 3          | Al-Ain F. C. (2) |
| Tailandia      | 2       | 1          | Thai Farmers Bank F. C. (2) |
| Catar          | 2       | 1          | Al-Sadd S. C. (2) |
| Australia      | 1       | 1          | Western Sydney Wanderers F. C. (1) |
| Irak           | -       | 2          | |
| Malasia        | -       | 1          | |
| Omán           | -       | 1          | |
| Siria          | -       | 1          | |

## Estadísticas

### Clasificación histórica
Los 265 puntos logrados por el Al-Hilal Saudi le sitúan como líder de la clasificación histórica de la competición. 30 puntos por debajo se encuentra el segundo clasificado, el surcoreano Jeonbuk Hyundai Motors, quien a su vez se sitúa 66 puntos por encima del tercero, el Al-Ain Football Club.
| Pos | Club                         | Temp. | Puntos | PJ  | PG  | PE | PP | Títulos | % Título | % Partic. |
| --- | ---------------------------- | ----- | ------ | --- | --- | -- | -- | ------- | -------- | --------- |
| 1   | Al-Hilal Saudi F. C.         | 27    | 400    | 213 | 116 | 52 | 45 | 4       | 9.3      | 14.81     |
| 2   | Jeonbuk Hyundai Motors F. C. | 16    | 251    | 142 | 74  | 29 | 39 | 2       | 4.65     | 12.5      |
| 3   | Al-Ain F. C.                 | 20    | 218    | 150 | 59  | 41 | 50 | 2       | 4.65     | 10        |
| 4   | Persépolis F. C.             | 18    | 216    | 133 | 61  | 33 | 39 |         | 0        | 0         |
| 5   | Esteghlal Tehran F. C.       | 19    | 209    | 131 | 57  | 38 | 36 | 2       | 4.65     | 10.53     |
| 6   | Al-Ittihad J. C.             | 12    | 200    | 109 | 59  | 23 | 27 |         | 0.00     | 0.00      |
| 7   | Al-Sadd S. C.                | 17    | 190    | 137 | 50  | 40 | 47 | 2       | 4.65     | 11.76     |
| 8   | Al-Ahli Saudi F. C.          | 14    | 186    | 108 | 53  | 27 | 28 | 1       | 2.33.00  | 7.14.00   |
| 9   | Ulsan Hyundai F. C.          | 12    | 180    | 96  | 55  | 15 | 26 | 2       | 4.65.00  | 16.67.00  |
| 10  | F. K. Pakhtakor              | 20    | 176    | 125 | 49  | 29 | 47 |         | 0        | 0         |

### Tabla histórica de goleadores
El máximo goleador del torneo es el montenegrino Dejan Damjanović con 42 goles, seguido del surcoreano Lee Dong-gook, del saudí Nasser Al-Shamrani y del brasileño Elkeson de Oliveira con 37, 32 y 30 goles respectivamente, siendo además los únicos jugadores en sobrepasar la barrera de los treinta goles en la historia de la competición.
Nota: Contabilizados los partidos y goles según actas oficiales, no contabilizan las fases previas clasificatorias. Resaltados jugadores activos y club actual. Se incluyen los goles desde la temporada 2002-03
| \| Pos. \| Jugador \| G. \| Part. \| Prom. \| Debut \| (Equipo debut) \| Otros clubes \| \| ---- \| -------------------- \| -- \| ----- \| ----- \| ----- \| --------------------------------- \| ----------------------------------------------------------------------- \| \| 1 \| Dejan Damjanović \| 42 \| 77 \| 0.55 \| 2009 \| F. C. Seúl (25) \| Suwon Samsung Bluewings F. C. (9), Kitchee S. C. (6), Beijing Guoan (2) \| \| 2 \| Lee Dong-gook \| 37 \| 74 \| 0.5 \| 2010 \| Jeonbuk Hyundai Motors F. C. (37) \| \| \| 3 \| Nasser Al-Shamrani \| 32 \| 54 \| 0.59 \| 2006 \| Al-Shabab Club (15) \| Al-Hilal Saudi F. C. (11), Al-Ain F. C. (3), Al-Ittihad J. C. (3) \| \| 4 \| Elkeson de Oliveira \| 30 \| 69 \| 0.43 \| 2013 \| Guangzhou F. C. (16) \| Shanghái Port (14) \| \| 5 \| Shinzō Kōroki \| 27 \| 69 \| 0.39 \| 2008 \| Kashima Antlers (10) \| Urawa Red Diamonds (17) \| \| 6 \| Ricardo Goulart \| 25 \| 42 \| 0.6 \| 2021 \| Guangzhou F. C. (25) \| \| \| 7 \| Abderrazak Hamdallah \| 24 \| 37 \| 0.65 \| 2015 \| Guangzhou City F. C. (1) \| Al-Nassr F. C. (16), El-Jaish S. C. (4), Al-Rayyan S. C. (3) \| \| 8 \| Omar Al Soma \| 23 \| 33 \| 0.7 \| 2015 \| Al-Ahli Saudi F. C. (23) \| \| \| 9 \| Baghdad Bounedjah \| 21 \| 38 \| 0.55 \| 2018 \| Al-Sadd S. C. (21) \| \| \| 10 \| Muriqui \| 20 \| 40 \| 0.5 \| 2012 \| Guangzhou F. C. (18) \| Al-Sadd S. C. (2) \| \| 11 \| Kim Shin-wook \| 20 \| 58 \| 0.34 \| 2012 \| Ulsan Hyundai F. C. (9) \| Jeonbuk Hyundai Motors F. C. (11) \| \| 12 \| Youssef El Arabi \| 20 \| 25 \| 0.8 \| 2012 \| Al-Hilal Saudi F. C. (4) \| Al-Duhail S. C. (16) \| \| 13 \| Asamoah Gyan \| 20 \| 32 \| 0.63 \| 2013 \| Al-Ain F. C. (18) \| Shabab Al-Ahli Dubai F. C. (2) \| \| 14 \| Bafétimbi Gomis \| 20 \| 28 \| 0.71 \| 2019 \| Al-Hilal Saudi F. C. (20) \| \| \| 15 \| Hulk \| 19 \| 29 \| 0.66 \| 2016 \| Shanghái Port (19) \| \| \| 16 \| Leandro \| 19 \| 29 \| 0.66 \| 2009 \| Gamba Osaka (10) \| Al-Sadd S. C. (5), Kashiwa Reysol (3), Al-Rayyan S. C. (1) \| \| 17 \| Adriano \| 19 \| 19 \| 1 \| 2016 \| F. C. Seúl (13) \| Jeonbuk Hyundai Motors F. C. (6) \| \| 18 \| Romarinho \| 18 \| 30 \| 0.6 \| 2016 \| El-Jaish S. C. (7) \| Al-Jazira S. C. (6), Al-Ittihad J. C. (5) \| \| 19 \| Yasser Al-Qahtani \| 18 \| 61 \| 0.3 \| 2006 \| Al-Hilal Saudi F. C. (18) \| \| \| 20 \| Edgar Bruno \| 18 \| 28 \| 0.64 \| 2013 \| Al-Shabab Al Arabi Club (4) \| Daegu F. C. (10), Buriram United F. C. (4) \|Estadísticas actualizadas hasta el último partido jugado el 6 de mayo de 2023. |                      |    |       |       |       |                                   |                                                                         |
| Pos. | Jugador              | G. | Part. | Prom. | Debut | (Equipo debut)                    | Otros clubes                                                            |
| 1 | Dejan Damjanović     | 42 | 77    | 0.55  | 2009  | F. C. Seúl (25)                   | Suwon Samsung Bluewings F. C. (9), Kitchee S. C. (6), Beijing Guoan (2) |
| 2 | Lee Dong-gook        | 37 | 74    | 0.5   | 2010  | Jeonbuk Hyundai Motors F. C. (37) |                                                                         |
| 3 | Nasser Al-Shamrani   | 32 | 54    | 0.59  | 2006  | Al-Shabab Club (15)               | Al-Hilal Saudi F. C. (11), Al-Ain F. C. (3), Al-Ittihad J. C. (3)       |
| 4 | Elkeson de Oliveira  | 30 | 69    | 0.43  | 2013  | Guangzhou F. C. (16)              | Shanghái Port (14)                                                      |
| 5 | Shinzō Kōroki        | 27 | 69    | 0.39  | 2008  | Kashima Antlers (10)              | Urawa Red Diamonds (17)                                                 |
| 6 | Ricardo Goulart      | 25 | 42    | 0.6   | 2021  | Guangzhou F. C. (25)              |                                                                         |
| 7 | Abderrazak Hamdallah | 24 | 37    | 0.65  | 2015  | Guangzhou City F. C. (1)          | Al-Nassr F. C. (16), El-Jaish S. C. (4), Al-Rayyan S. C. (3)            |
| 8 | Omar Al Soma         | 23 | 33    | 0.7   | 2015  | Al-Ahli Saudi F. C. (23)          |                                                                         |
| 9 | Baghdad Bounedjah    | 21 | 38    | 0.55  | 2018  | Al-Sadd S. C. (21)                |                                                                         |
| 10 | Muriqui              | 20 | 40    | 0.5   | 2012  | Guangzhou F. C. (18)              | Al-Sadd S. C. (2)                                                       |
| 11 | Kim Shin-wook        | 20 | 58    | 0.34  | 2012  | Ulsan Hyundai F. C. (9)           | Jeonbuk Hyundai Motors F. C. (11)                                       |
| 12 | Youssef El Arabi     | 20 | 25    | 0.8   | 2012  | Al-Hilal Saudi F. C. (4)          | Al-Duhail S. C. (16)                                                    |
| 13 | Asamoah Gyan         | 20 | 32    | 0.63  | 2013  | Al-Ain F. C. (18)                 | Shabab Al-Ahli Dubai F. C. (2)                                          |
| 14 | Bafétimbi Gomis      | 20 | 28    | 0.71  | 2019  | Al-Hilal Saudi F. C. (20)         |                                                                         |
| 15 | Hulk                 | 19 | 29    | 0.66  | 2016  | Shanghái Port (19)                |                                                                         |
| 16 | Leandro              | 19 | 29    | 0.66  | 2009  | Gamba Osaka (10)                  | Al-Sadd S. C. (5), Kashiwa Reysol (3), Al-Rayyan S. C. (1)              |
| 17 | Adriano              | 19 | 19    | 1     | 2016  | F. C. Seúl (13)                   | Jeonbuk Hyundai Motors F. C. (6)                                        |
| 18 | Romarinho            | 18 | 30    | 0.6   | 2016  | El-Jaish S. C. (7)                | Al-Jazira S. C. (6), Al-Ittihad J. C. (5)                               |
| 19 | Yasser Al-Qahtani    | 18 | 61    | 0.3   | 2006  | Al-Hilal Saudi F. C. (18)         |                                                                         |
| 20 | Edgar Bruno          | 18 | 28    | 0.64  | 2013  | Al-Shabab Al Arabi Club (4)       | Daegu F. C. (10), Buriram United F. C. (4)                              |

### Goleadores por temporada
| Edición | Futbolista                           | Club                     | Goles |
| ------- | ------------------------------------ | ------------------------ | ----- |
| 2002-03 | Hao Haidong                          | Dalian Shide             | 9     |
| 2004    | Kim Do-hoon                          | Seongnam                 | 9     |
| 2005    | Mohamed Kallon                       | Al-Ittihad Jeddah        | 6     |
| 2006    | Magno Alves                          | Gamba Osaka              | 9     |
| 2007    | Mota                                 | Seongnam                 | 7     |
| 2008    | Nantawat Tansopa                     | Krung Thai Bank          | 9     |
| 2009    | Leandro                              | Gamba Osaka              | 10    |
| 2010    | José Mota                            | Suwon Samsung Bluewings  | 9     |
| 2011    | Lee Dong-Gook                        | Jeonbuk Hyundai Motors   | 9     |
| 2012    | Ricardo Oliveira                     | Al Jazira                | 12    |
| 2013    | Muriqui                              | Guangzhou Evergrande     | 13    |
| 2014    | Asamoah Gyan                         | Al-Ain                   | 12    |
| 2015    | Ricardo Goulart                      | Guangzhou Evergrande     | 8     |
| 2016    | Adriano de Sousa                     | FC Seoul                 | 13    |
| 2017    | Omar Kharbin                         | Al-Hilal Saudi           | 10    |
| 2018    | Baghdad Bounedjah                    | Al-Sadd                  | 13    |
| 2019    | Bafétimbi Gomis                      | Al-Hilal Saudi           | 11    |
| 2020    | Abderrazak Hamdallah / Júnior Negrão | Al-Nassr / Ulsan Hyundai | 7     |
| 2021    | Michael Olunga                       | Al-Duhail SC             | 9     |
| 2022    | Edmilson Júnior                      | Al-Duhail SC             | 8     |
| 2023-24 | Soufiane Rahimi                      | Al-Ain                   | 13    |
| 2024-25 | Salem Al-Dawsari                     | Al-Hilal                 | 10    |

### Mayores goleadas registradas
| Edición   | Equipo                  | Resultado | Rival         |
| --------- | ----------------------- | --------- | ------------- |
| 2001-02   | Suwon Samsung Bluewings | 18–0      | Saunders      |
| 1999-2000 | Kashima Antlers         | 16–0      | Club Valencia |
| 2004      | Seongnam Ilhwa Chunma   | 15–0      | Persik Kediri |
| 2006      | Gamba Osaka             | 15–0      | Đà Nẵng       |
| 1997-98   | Pohang Steelers         | 12–0      | Victory       |
| 1997-98   | Pohang Steelers         | 11–0      | Mohammedan SC |
| 1996-97   | Yokohama F. Marinos     | 10–0      | New Radiant   |

### Jugador
- Mayor cantidad de títulos obtenidos para un jugador.

 Kwoun Sun-tae se consagró campeón en 3 ocasiones con Jeonbuk Hyundai Motors F. C. (2006, 2016) y Kashima Antlers (2018).

## Economía y finanzas

### Premios económicos
Los premios en metálico para la edición de la Liga de Campeones de la AFC 2016 son los siguientes:
| Fase             | Premio                                           | Bonificación por viaje |
| ---------------- | ------------------------------------------------ | ---------------------- |
| Fase preliminar  | N/A                                              | N/A                    |
| Playoff          | N/A                                              | $20 000                |
| Fase de grupos   | Victoria: $50 000 y empate: $10 000              | $30 000                |
| Octavos de final | $80 000                                          | $30 000                |
| Cuartos de final | $120 000                                         | $30 000                |
| Semifinal        | $200 000                                         | $30 000                |
| Final            | Campeón: $3 millones y subcampeón: $1,5 millones | $60 000                |